# 魔女の家の夢
『魔女の家の夢』（まじょのいえのゆめ、英: The Dreams in the Witch House）は、アメリカの作家ハワード・フィリップス・ラヴクラフトのホラー小説で、クトゥルフ神話の一つ。
1932年の1月から2月末にかけて執筆され、『ウィアード・テイルズ』の1933年7月号に発表された。
ナイアーラトテップが「暗黒の男」の化身体（サバトの悪魔のこと）で登場する。クトゥルフ神話内においては「妖術師物語」の1つである。オーガスト・ダーレスやヘンリー・カットナーも類似の妖術師物語を執筆している。
S・T・ヨシの『H・P・ラヴクラフト大事典』によると、『魔女の家の夢』はナサニエル・ホーソーンの未完の小説『セプティミウス・フェルトン』から強く影響を受けている:107。

## あらすじ
ミスカトニック大学で数学と民俗学を専攻しているウォルター・ギルマンは、呪われているという噂があるマサチューセッツ州アーカムにある「魔女の家」の屋根裏部屋を借りる。その家はかつて、セイラム魔女裁判で魔女の告発を受け、セイラム の牢獄から忽然と姿を消したキザイア・メイスンの隠れ家だった。

## 登場人物
- ウォルター・ギルマン - 主人公。
- キザイア・メイスン - 魔女。
- ブラウン・ジェンキン - キザイアの使い魔。
- ナイアーラトテップ
- フランク・エルウッド - ウォルターの同居人。
- アパム教授 - 数学者。

## 日本語訳
- 「魔女の家の夢」（大瀧啓裕訳、創元推理文庫『ラヴクラフト全集5』）
- 「魔女の家の怪」（佐和誠訳、月刊ペン社『アンソロジー・恐怖と幻想 第3巻』）
- 「魔女の家で見た夢」（荒俣宏訳、角川ホラー文庫『ラヴクラフト 恐怖の宇宙史』）
- 「魔女の家で見た夢」（森美樹和訳、創土社『ラヴクラフト小説全集4』）
- 「魔女屋敷で見た夢」（矢野浩三郎訳、国書刊行会『定本ラヴクラフト全集6』）
- 「魔女の家で見た夢」（森瀬繚訳、星海社FICTIONS『宇宙の彼方の色 新訳クトゥルー神話コレクション5』）
- 「魔女屋敷で見た夢」（南條竹則訳、新潮文庫『アウトサイダー クトゥルー神話傑作選』）